# Coronel Rodolfo S. Domínguez
Coronel Rodolfo S. Domínguez é uma comuna da província de Santa Fé, na Argentina.